# Ken Yoshida

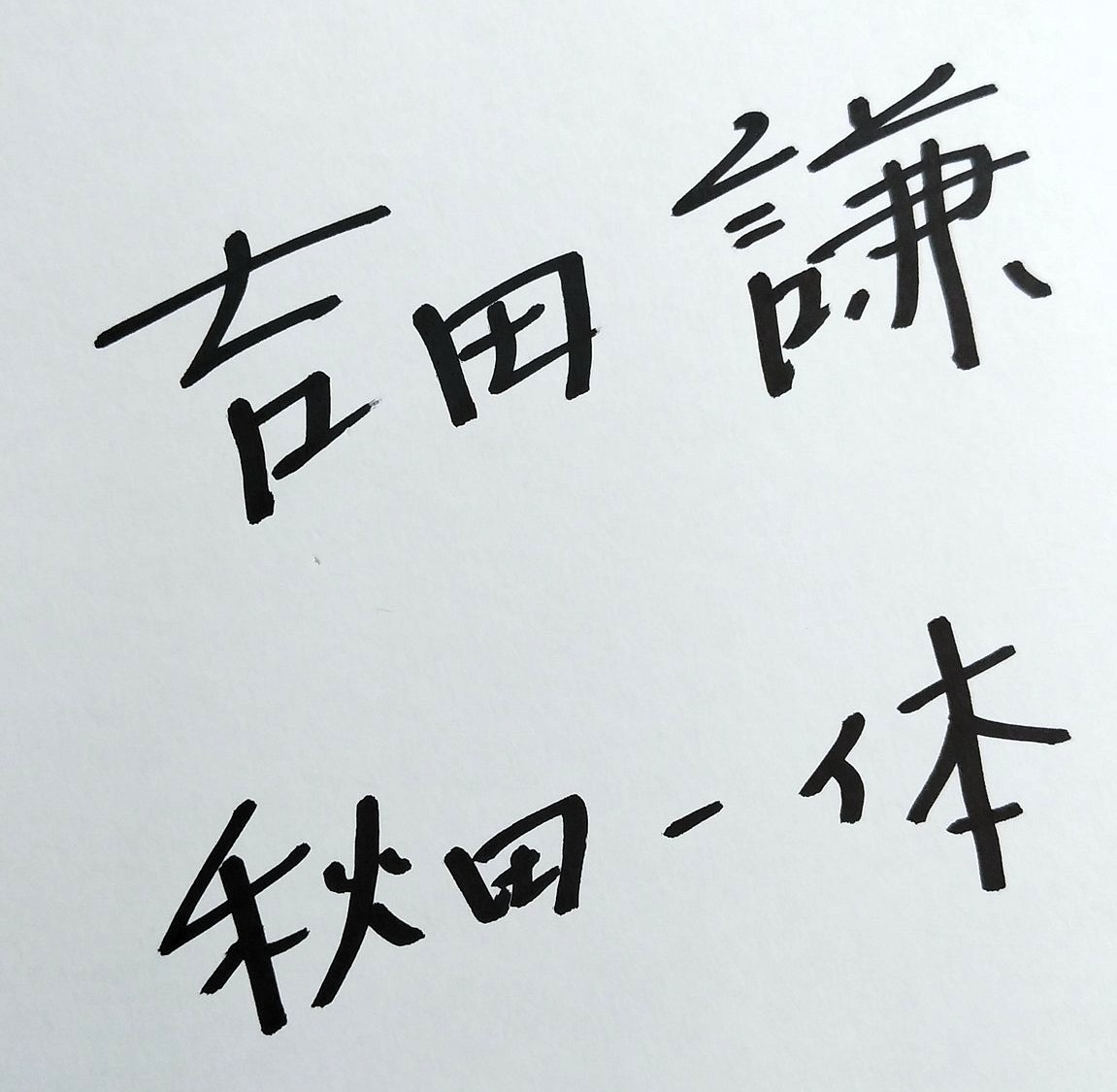
Autógrafo Ken Yoshida

Ken Yoshida (吉田 謙 Yoshida Ken?) (1 de marzo de 1970, Tokio, Japón) es un exfutbolista y entrenador japonés que se desempeñaba como defensor. Actualmente se desempeña como entrenador del Blaublitz Akita de la J2 League segunda división del fútbol japonés.

## Clubes

### Como futbolista
| Club           | País  | Año         |
| -------------- | ----- | ----------- |
| Yomiuri        | Japón | 1988 - ???? |
| NKK            | Japón | ????        |
| Ventforet Kofu | Japón | 1994 - 1996 |
| Jatco          | Japón | 1997 - 1998 |

### Como entrenador
| Club              | País  | Año         |
| ----------------- | ----- | ----------- |
| Azul Claro Numazu | Japón | 2015 - 2019 |
| Blaublitz Akita   | Japón | 2020 -      |